# Do What U Want
"Do What U Want" é uma canção da cantora norte-americana Lady Gaga, gravada para o seu terceiro álbum de estúdio Artpop. Conta com a participação do cantor R. Kelly e foi escrita e produzida pela própria com auxílio de DJ White Shadow, Robert Kelly, Martin Bresso e William Grigahcine na composição. Um excerto da canção foi divulgado pela primeira vez no comercial para a Best Buy/Beats a 17 de Outubro de 2013. Inicialmente confirmado como apenas promocional, a faixa tornou-se single oficial a 21 de Outubro de 2013 após o seu lançamento no Canadá, Estados Unidos e México. Substituindo "Venus" como segunda música de trabalho do disco, a Interscope Records procedeu à sua disponibilização nos restantes países através do formato digital.

## Gravação e composição
Em Setembro de 2011, Lady Gaga confirmou durante uma entrevista ao locutor Ryan Seacrest que estava a trabalhar no sucessor de Born This Way, lançado em 2011. Momentos após o anúncio, o produtor DJ White Shadow, que tinha trabalhado com a artista anteriormente, confirmou o seu envolvimento no trabalho do disco. Outro profissional que frequentemente trabalha com Gaga, Fernando Garibay, também constatou estar presente no próximo projecto da cantora, esperando "superar" os registos anteriores. A jovem gravou Artpop durante a digressão mundial The Born This Way Ball. Durante a preparação e ensaios em palco, Garibay e White Shadow enviaram o seu material para ser utilizado na concepção do trabalho. No mês de Maio de 2012, o seu gerente Vincent Herbert insinuou que a produção para o trabalho tinha sido concluída, adjectivando como "loucos" e "grandes" os registos gravados. Nesse mesmo período, a intérprete apresentou a maqueta final à sua editora e esperava revelar o nome do disco em Setembro, uma revelação que acabou por ser divulgada com um mês de antecedência.
"Do What U Want" foi escrita e produzida por Gaga e DJ White Shadow, com auxílio na composição por R. Kelly, Martin Bresso e William Grigahcine.

## Lançamento e promoção
A 17 de Outubro de 2013, foi revelado um excerto da canção integrada no comercial publicitário para a Best Buy/Beats. Prevista inicialmente para ser lançada como primeiro single promocional, a cantora revelou através das redes sociais a 23 de Outubro do mesmo ano, dois dias depois do seu lançamento digital nos Estados Unidos, que seria o segundo foco de promoção do disco e sucedia assim a "Applause".

### Videoclipe
No dia 19 de junho de 2014, a TMZ divulgou um teaser de apenas 30 segundos do clipe da canção, causando bastante polêmica no mundo todo pelas imagens vídeo. O vídeo, segundo a Billboard, não foi divulgado pela gravadora Interscope Records, já que o cantor R Kelly estaria respondendo a um processo judicial por conta de imagens veiculadas dele fazendo sexo com uma menor de 14 anos, e segundo a gravadora, o tema do vídeo era "muito sexual", fugindo de todos os princípios da música, já que boa parte da composição possui valor conotativo. Depois de "Applause", "Do What U Want" era para ser o vídeo promocional do álbum "Artpop", mas por conta destes problemas, a cantora não pôde lançar o vídeo, deixando a divulgação do álbum de lado. Lady Gaga voltou a retomar seu trabalhos com ARTPOP com o vídeo do single "G.U.Y.", que não atendeu as expectativas comerciais esperadas pela cantora e sua gravadora.

### Remix com Christina Aguilera
Uma versão de estúdio alternativa de "Do What U Want" com a participação da cantora Christina Aguilera foi lançada dia 01 de janeiro de 2014; a parceria marcou a primeira colaboração entre as divas. Nesta nova versão os vocais originais de R. Kelly foram substituídos pelos versos de Aguilera. Melissa Locker da Time magazine comentou que a regravação do single "agregaria mais vendas à música, pois não haveria o dilema moral do apoio ao cantor R.Kelly".

### Controvérsias
No dia 10 de janeiro de 2019, Gaga publicou uma carta onde se desculpou pela colaboração no single e a canção foi removida de vários serviços de música tais como a Apple Music, Spotify, YouTube e iTunes, sob o ressurgimento das alegações de abuso sexual contra o cantor R. Kelly após a exibição do documentário Surviving R. Kelly na TV americana.

## Faixas e formatos
| Descarga digital |                                 |         |  |
| N.º              | Título                          | Duração |  |
| 1.               | "Do What U Want" (com R. Kelly) | 3:48    |  |

| Descarga digital (DJWS Remix) |                                             |         |  |
| N.º                           | Título                                      | Duração |  |
| 1.                            | "Do What U Want" (com R. Kelly e Rick Ross) | 4:19    |  |

| Descarga digital |                                           |         |  |
| N.º              | Título                                    | Duração |  |
| 1.               | "Do What U Want" (com Christina Aguilera) | 3:36    |  |

| EP de remisturas |                                                                                   |         |  |
| N.º              | Título                                                                            | Duração |  |
| 1.               | "Do What U Want" (com R. Kelly) (DJ White Shadow Remix)                           | 4:03    |  |
| 2.               | "Do What U Want" (com R. Kelly) (Samantha Ronson Remix)                           | 4:27    |  |
| 3.               | "Do What U Want" (com R. Kelly) (Kronic Remix Remix)                              | 5:12    |  |
| 4.               | "Do What U Want" (com Christina Aguilera) (Steven Redant Madrid Radio Remix)      | 4:00    |  |
| 5.               | "Do What U Want" (com Christina Aguilera) (Steven Redant Madrid Club Remix)       | 7:31    |  |
| 6.               | "Do What U Want" (com Christina Aguilera) (Steven Redant Barcelona Remix)         | 6:28    |  |
| 7.               | "Do What U Want" (com Christina Aguilera) (Red Ant & Amp Lexvas Deep House Remix) | 6:50    |  |

## Desempenho nas tabelas musicais
| Tabela musical (2013)                                                    | Melhor posição |
| ------------------------------------------------------------------------ | -------------- |
| Alemanha - Media Control AG                                              | 14             |
| Austrália - ARIA Singles Chart                                           | 21             |
| Áustria - Ö3 Austria Top 75                                              | 10             |
| Bélgica - Ultratop 50 (Flandres)                                         | 15             |
| Bélgica - Ultratop 50 (Valónia)                                          | 11             |
| Canadá - Canadian Hot 100                                                | 3              |
| Coreia do Sul - Gaon International Chart                                 | 2              |
| Dinamarca - Tracklisten                                                  | 5              |
| Dinamarca - Tracklisten · (remistura com Christina Aguilera)             | 27             |
| Escócia - Scottish Singles Chart                                         | 9              |
| Eslováquia - IFPI                                                        | 27             |
| Espanha - PROMUSICAE                                                     | 2              |
| Estados Unidos - Billboard Hot 100                                       | 13             |
| Estados Unidos - Billboard Dance/Club Play Songs                         | 7              |
| Estados Unidos - Billboard Latin Pop Songs                               | 31             |
| Europa - Euro Digital Songs                                              | 6              |
| Finlândia - Suomen virallinen lista                                      | 2              |
| Finlândia - Suomen virallinen lista · (remistura com Christina Aguilera) | 12             |
| França - SNEP                                                            | 8              |
| Grécia - Greece Digital Songs                                            | 1              |
| Hungria - Single Top 10                                                  | 1              |
| Hungria - Single Top 10 · (remistura com Christina Aguilera)             | 15             |
| Irlanda - IRMA                                                           | 9              |
| Itália - FIMI                                                            | 3              |
| Japão - Japan Hot 100                                                    | 26             |
| Líbano - Lebanese Top 20                                                 | 5              |
| Luxemburgo - Luxembourg Digital Songs                                    | 10             |
| México - Monitor Latino                                                  | 9              |
| Noruega - VG-lista                                                       | 7              |
| Nova Zelândia - NZ Top 40 Singles Chart                                  | 12             |
| Países Baixos - Mega Single Top 100                                      | 27             |
| Reino Unido - UK Singles Chart                                           | 9              |
| Chéquia - IFPI Česká Republika                                           | 19             |
| Suécia - Sverigetopplistan                                               | 17             |
| Suíça - Schweizer Hitparade                                              | 14             |
| Venezuela - Pop/Rock General                                             | 11             |

| País           | Provedor     | Certificação |
| -------------- | ------------ | ------------ |
| Canadá         | Music Canada | Ouro         |
| Dinamarca      | IFPI         | Ouro         |
| Estados Unidos | RIAA         | Platina      |
| Itália         | FIMI         | Ouro         |
| Suécia         | GLF          | 2× Platina   |
| Reino Unido    | BPI          | Prata        |

## Histórico de lançamento
| País           | Data                    | Formato                                             | Editora discográfica |
| -------------- | ----------------------- | --------------------------------------------------- | -------------------- |
| Estados Unidos | 21 de Outubro de 2013   | Descarga digital                                    | Interscope           |
| Alemanha       | 22 de Outubro de 2013   | Descarga digital                                    | Interscope           |
| Reino Unido    | 22 de Outubro de 2013   | Descarga digital                                    | Polydor              |
| Itália         | 25 de Outubro de 2013   | Rádios mainstream                                   | Universal Music      |
| Reino Unido    | 30 de Outubro de 2013   | Rádios mainstream                                   | Polydor              |
| Estados Unidos | 5 de Novembro de 2013   | Rádios mainstream                                   | Interscope           |
| Estados Unidos | 20 de Dezembro de 2013  | Descarga digital - Remistura DJWS                   | Interscope           |
| Estados Unidos | 1 de Janeiro de 2014    | Descarga digital - Remistura com Christina Aguilera | Interscope           |
| Estados Unidos | 25 de Fevereiro de 2014 | EP digital de remisturas                            | Interscope           |